# António Sampaio da Nóvoa
António Manuel Seixas Sampaio da Nóvoa (Valença, 12 de diciembre de 1954) es un profesor universitario portugués, actualmente profesor en el Instituto de Educación de la Universidad de Lisboa y rector honorario de la misma universidad.
Sampaio da Nóvoa fue candidato independiente a la presidencia en las elecciones presidenciales de Portugal de 2016, contando con diversos apoyos de la izquierda, incluyendo el LIVRE/Hora de Avanzar, el PCTP-MRPP y varios miembros del Partido Socialista, siendo uno de los candidatos recomendados por el PEV, junto con Edgar Silva y Marisa Matias.

## Biografía
Sampaio da Nóvoa obtuvo una licenciatura y un doctorado en Ciencias de la Educación en la Universidad de Ginebra y más tarde otro doctorado en Historia Moderna y Contemporánea en la Universidad de París-Sorbonne. También enseñó en varias universidades extranjeras, incluyendo Ginebra, París-Descartes, Wisconsin, Oxford, Columbia (Nueva York) y Brasilia. Es autor de más de 150 publicaciones (monografías, capítulos y artículos) publicados en 12 países, que abarcan, como principales áreas de investigación, la historia de la educación y la educación comparada.
Anteriormente fue profesor en el Instituto Superior de Educación Física entre 1985 y 1986, y en la Escuela de Profesorado de Enseñanza Primaria de Aveiro, entre 1977 y 1979.
Entre 1996 y 1999 fue consultor sobre los Asuntos Educativos en la Casa Civil del Presidente de la República, Jorge Sampaio.
Entre mayo de 2006 y julio de 2013, Sampaio de Nóvoa fue rector de la Universidad de Lisboa. El 15 de noviembre de 2008, cuando ejercía su primer mandato, renunció al cargo en el contexto de la reforma estatutaria de la Universidad de Lisboa y fue reelecto en 12 de marzo de 2009, en conformidad con los nuevos requisitos legales.
En 2012 promovió, junto con el rector de la Universidad Técnica de Lisboa, António da Cruz Serra, la fusión de las dos universidades, con el fin de obtener la dimensión crítica para competir en el mercado global de la educación superior y de la ciencia. Sampaio da Nóvoa es rector honorario de la Universidad de Lisboa desde febrero de 2014.

### Elecciones presidenciales de 2016
Sampaio de Nóvoa anunció su candidatura a la presidencia de la República el 29 de abril de 2015 en el Teatro da Trindade, en Lisboa. El mandatario nacional de su candidatura es António Correia de Campos, exministro de la Salud y miembro del Partido Socialista.

#### Apoyos en las elecciones
Sampaio de Nóvoa cuenta con el apoyo de los partidos y personalidades de la izquierda portuguesa, y fue el primer candidato en ser formalmente apoyado por un partido político. Se incluyen entre sus partidarios:
- Tres expresidentes de la República electos democráticamente: Ramalho Eanes, Mário Soares y Jorge Sampaio[14][5][15][16][17]
- El constitucionalista Jorge de Miranda[16]
- LIVRE/Hora de Avanzar[2][3]
- PCTP-MRPP[4]
- Líderes actuales del PS y diputados socialistas, como Carlos César, Ana Catarina Mendes, João Galamba[5][18][6]
- Ministros actuales y anteriores del PS, como Vieira da Silva, Augusto Santos Silva, Adalberto Campos Fernandes, Luís Capoulas Santos, João Pedro Matos Fernandes, Gabriela Canavilhas[5][18][19]
- El capitán de la Revolución de los Claveles Vasco Lourenço[20]
- El exdirigente del PCP Carlos Brito[20]
- Otras personalidades, como el periodista Daniel Oliveira, la profesora universitaria y socióloga Luísa Schmitz[21] o la pediatra y exministra de salud portuguesa Ana Jorge.[22]